# Richard Basehart
John Richard Basehart (n. 31 august 1914, Zanesville⁠(d), Ohio, SUA – d. 17 septembrie 1984, Los Angeles, California, SUA) a fost un actor american. A jucat rolul amiralului Harriman Nelson în serialul științifico-fantastic de televiziune Voyage to the Bottom of the Sea (1964-1968). L-a interpretat, de asemenea, pe Wilton Knight în serialul Knight Rider (1982-1986).
Basehart a fost la fel de activ în cinematografie, obținând premii ale National Board of Review pentru interpretările sale din Fourteen Hours (1951) și Moby Dick (1956). A mai fost nominalizat la premiul BAFTA pentru rolul său din Time Limit (1957), debutul regizoral al lui Karl Malden.

## Carieră
Unul dintre cele mai notabile roluri în film a fost acrobatul și clovnul cunoscut ca „Nebunul” în filmul italian La Strada (1954), regizat de Federico Fellini. El a apărut, de asemenea, în rolul criminalului din filmul noir clasic He Walked by Night (1948), ca membrul psihotic al clanului Hatfield în Roseanna McCoy (1949), ca Ishmael în Moby Dick (1956) și în filmul dramatic Decision Before Dawn (1951). În perioada 1964-1968 Basehart a jucat rolul principal, amiralul Harriman Nelson, în primul serial științifico-fantastic de televiziune produs de Irwin Allen, Voyage to the Bottom of the Sea.
Basehart a fost naratorul unei game largi de filme documentare pentru televiziune și cinematografie. În 1964 a narat textul documentarului lui David Wolper despre asasinarea lui Kennedy, Four Days in November. În 1980 Basehart a fost naratorul miniseriei Vietnam: The Ten Thousand Day War, produsă de Peter Arnett, care prezenta istoria Vietnamului de la capitularea japoneză pe 2 septembrie 1945 și până la evacuarea finală a ambasadei americane pe 30 aprilie 1975.
Basehart a apărut în episodul pilot al serialului de televiziune Knight Rider, în rolul miliardarului Wilton Knight. El este naratorul de la începutul derulării distribuției. A jucat rolul principal în filmul Hitler (1962). A apărut în „Probe 7, Over and Out”, un episod al serialului Zona crepusculară, în serialul Hawaii Five-O și în rolul lui Hannibal Applewood, un profesor abuziv din serialul  Little House on the Prairie (1976). În 1972 Basehart a apărut în episodul „Dagger of the Mind” al serialului Columbo, în care el și Honor Blackman au jucat un cuplu teatral soț și soție care l-a ucis accidental pe Sir Roger Haversham, producătorul spectacolului Macbeth.
Basehart a jucat rolul secundar al unui doctor în filmul Rage (1972), care a reprezentat debutul regizoral al lui George C. Scott. A apărut în câteva filme de televiziune, printre care Sole Survivor (1970) și The Birdmen (1971). Ambele sunt inspirate din întâmplări adevărate care au avut loc în timpul celui de-al Doilea Război Mondial. În 1979 a jucat rolul unui diplomat rus în filmul Being There, cu Peter Sellers în rol principal.
Cu o lună înainte de moartea sa, Basehart a recitat un poem în timpul stingerii flăcării la ceremonia de închidere a Jocurilor Olimpice de Vară din 1984.

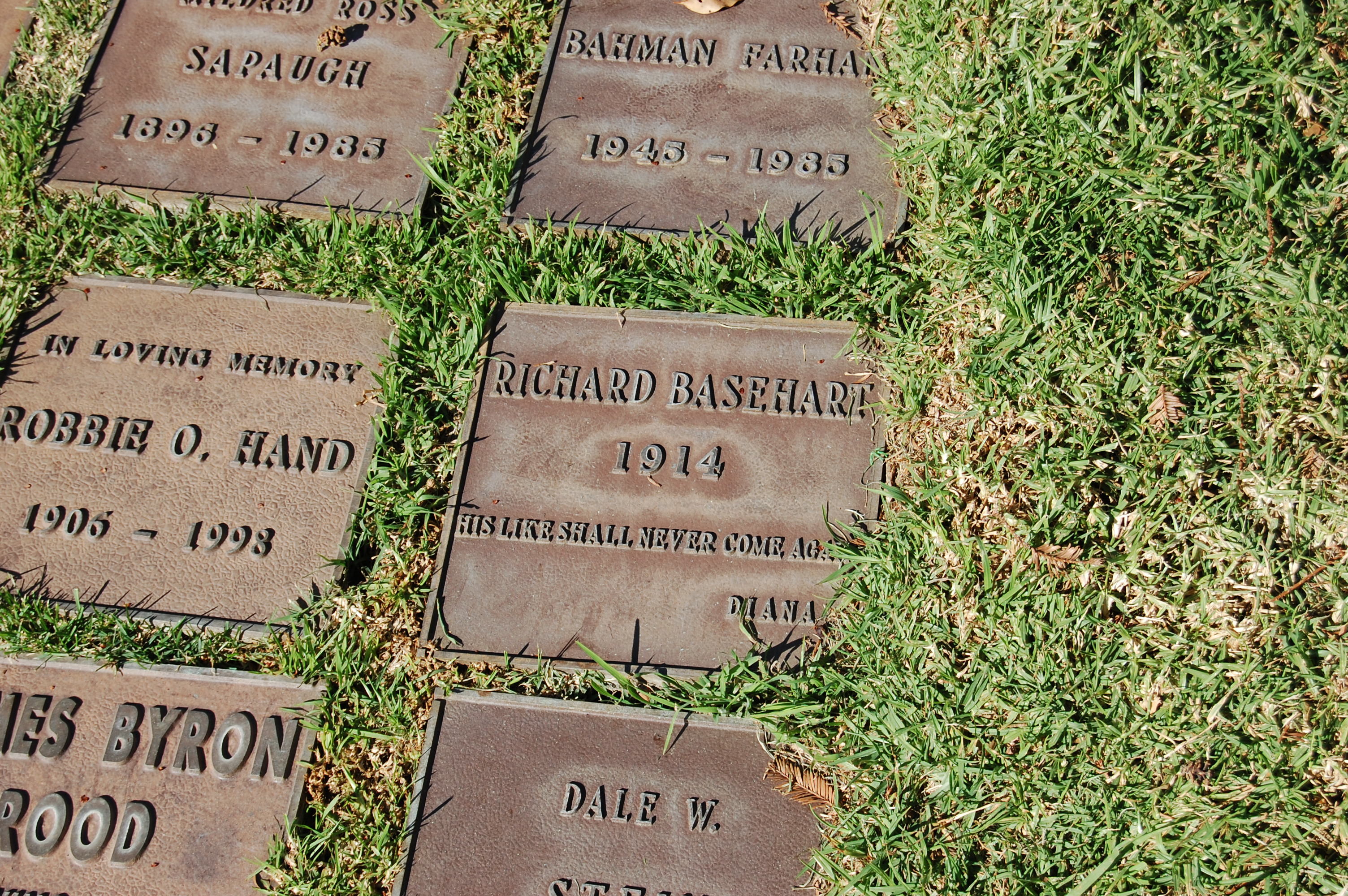
Mormântul lui Richard Basehart

Basehart s-a născut în Zanesville, Ohio, ca fiu al lui Mae (născută Wetherald) și al lui Harry T. Basehart. A fost căsătorit de trei ori. După moartea primei sale soții, Stephanie Klein, s-a căsătorit cu actrița italiană nominalizată la Premiul Oscar Valentina Cortese, cu care a avut un fiu, actorul Jackie Basehart; cuplul a divorțat în 1960. În 1962 s-a căsătorit cu a treia soție, Diana Lotery, cu care a avut doi copii și a rămas căsătorit până la moartea sa în 1984.
Basehart a murit în Los Angeles pe 17 septembrie 1984, la vârsta de 70 de ani, în urma unui accident vascular cerebral. Corpul lui a fost incinerat, iar cenușa a fost îngropată în cimitirul Westwood Village Memorial Park din Los Angeles. A murit cu opt zile înaintea lui Walter Pidgeon, omologul său din filmul Voyage to the Bottom of the Sea.

## Filmografie selectată
- Repeat Performance (1947) – William Williams
- Cry Wolf (1947) – James Demarest
- He Walked by Night (1948) – Roy Martin / Roy Morgan
- Roseanna McCoy (1949) – Mounts Hatfield
- Reign of Terror (1949) – Maximilien Robespierre
- Tension (1949) – Warren Quimby/Paul Sothern
- Outside the Wall (1950) – Larry Nelson
- Side Street (1950) – casier bancar (necreditat)
- Fourteen Hours (1951) – Robert Cosick
- The House on Telegraph Hill (1951) – Alan Spender
- Fixed Bayonets! (1951) – cpl. Denno
- Decision Before Dawn (1951) – lt. Dick Rennick
- Titanic (1953) – George Healey
- The Stranger's Hand (1954) – Joe Hamstringer
- Donne proibite (1953) – rol mic (necreditat)
- The Good Die Young (1954) – Joe Halsey
- La Strada (1954) – Il Matto
- Avanzi di galera (1954) – dr. Stefano Luprandi
- Canyon Crossroads (1955) – Larry Kendall
- Le avventure di Cartouche (1955) – Jacques de Maudy
- Golden Vein (1955) – ing. Stefano Manfredi
- Il bidone (1955; cunoscut și sub titlurile The Swindle (SUA) și The Swindlers (Marea Britanie)) – Picasso
- The Intimate Stranger (1956) – Reginald 'Reggie' Wilson
- The Extra Day (1956) – Joe Blake
- Moby Dick (1956) – Ishmael
- Los jueves, milagro (1957) – Martino
- Time Limit (1957) – maiorul Harry Cargill
- Frații Karamazov (The Brothers Karamazov, 1958) – Ivan Karamazov
- Love and Troubles (1958) – Paolo Martelli
- The Restless and the Damned (1959; cunoscut și sub titlul L'Ambitieuse) – George Rancourt
- Jons und Erdme (1959) – Wittkuhn, der Schmied
- Five Branded Women (1960) – cpt. Eric Reinhardt
- Portrait in Black (1960) – Howard Mason
- For the Love of Mike (1960) – pr. Francis Phelan
- Passport to China (1961; cunoscut și sub titlul Visa to Canton) – Don Benton
- Rawhide (1961) – Tod Stone
- Hitler (1962) – Adolf Hitler
- Savage Guns (1962) – Steve Fallon
- Zona crepusculară (The Twilight Zone, episodul „Probe 7, Over and Out”; 1963) – Adam Cook
- Kings of the Sun (1963) – Ah Min
- Combat! (episodul „The Long Way Home”; 1963) – cpt. Steiner
- Voyage to the Bottom of the Sea (1964-1968) - amiralul Nelson (110 episoade)
- Battle of the Bulge (1965)
- The Satan Bug (1965) – dr. Gregor Hoffman
- Un homme qui me plaît (1969; cunoscut și sub titlurile A Man I Like și Love is a Funny Thing) – actor – cameo appearance
- Hans Brinker (1969) – dr. Boekman
- Giotto (1969) – narator (voce)
- Sole Survivor (1970, TV) – gen. Russell Hamner
- The Andersonville Trial (1970, TV) – Henry Wirz
- Misiunea secretă a maiorului Cook (The Birdmen, 1971, TV) – Schiller
- The Death of Me Yet (1971, TV) – Robert Barnes
- Assignment: Munich (1972, TV) – maiorul Barney Caldwell
- Chato's Land (1972) – Nye Buell
- Rage (1972) – dr. Roy Caldwell
- Columbo: episodul „Dagger of the Mind” (1972, TV) – Nicholas Frame
- And Millions Will Die (1973) – dr. Douglas Pruitt
- Time Travelers (1976, TV) – dr. Joshua Henderson (1871)
- Little House on the Prairie (1976) – dl. Applewood
- Mansion of the Doomed (1976; cunoscut și sub titlurile Terror of Dr Chaney și Massacre Mansion) – dr. Leonard Chaney
- 21 Hours at Munich (1976, film TV) - cancelarul Willy Brandt
- The Island of Dr. Moreau (1977) – Cel care spune Legea
- The Great Bank Hoax (1978) – Manny Benchly
- The Rebels (1979) – ducele de Kentland
- Un grădinar face carieră (1979) – Ambasadorul sovietic Vladimir Skrapinov
- Knight Rider (1982–1986, serial TV) – narator al textului din deschidere / Wilton Knight / narator (ultima apariție)

## Premii
| An   | Premiu                            | Categorie                         | Titlul filmului | Rezultat     | Ref    |
| ---- | --------------------------------- | --------------------------------- | --------------- | ------------ | ------ |
| 1951 | Premiile National Board of Review | Cel mai bun actor                 | Fourteen Hours  | Câștigat     | [ 12 ] |
| 1956 | Premiile National Board of Review | Cel mai bun actor în rol secundar | Moby Dick       | Câștigat     | [ 13 ] |
| 1958 | Premiile BAFTA                    | Cel mai bun actor străin          | Time Limit      | Nominalizare | [ 14 ] |
| 1960 | Hollywood Walk of Fame            | Actori de film                    | -               | Inclus       | [ 15 ] |

## Legături externe
- Richard Basehart la Internet Movie Database
- Richard Basehart la Allmovie
- en Richard Basehart la Internet Broadway Database
- Richard Basehart la Find a Grave
- Official site, with biography and filmography.
- "The Birdmen" movie fan website, Information about the movie.